# Esh's Aurunmilla
Esh's Aurunmilla è un videogioco arcade dotato di tecnologia laserdisc creato nel 1984 da Funai. Consiste in un kit di trasformazione per il videogioco arcade Interstellar, della stessa Funai.

## Trama
Il rigoglioso pianeta Aurunmilla dell'universo di Orione è minacciato dal diabolico Esh, imperatore dell'universo di Perseus, che tiene In ostaggio la principessa Sindy.
Don Davis si unirà nella battaglia per la sua difesa e liberarla ad evitare che lanci assieme alla malefica Orishala l'attacco a sorpresa dalla Shadow Base per la conquista di Orione.
penetrato all'interno del pianeta Aurunmilla, affronterà trabocchetti e magie lanciati dai suoi nemici lungo il cammino.

### Personaggi
- Don Davis: l'eroe del gioco
- Sindy: la principessa catturata
- Orishala: l'enigmatica bellezza malefica
- Emperor Esh: il diabolico uomo diavolo

## Modalità di gioco
All'inserimento del gettone, dopo la pressione del tasto start, vengono fatte scegliere tre modalità di gioco: Low, Middle o High, che corrispondono al livello di difficoltà nel timing dei comandi di gioco da eseguire in relazione al punteggio che si otterrà, illustrato sul bezel del cabinato, e il filmato ha inizio.
Il gioco si basa sulla comune caratteristica del genere lasergame, ovvero sull'esecuzione della 'mossa' giusta al momento giusto. In questo caso, un piccolo asterisco lampeggiante a schermo suggerirà l'azione da eseguire e i pulsanti di fuoco o la leva di comando, se la scheda madre è opportunamente configurata, lampeggeranno come ulteriore indicazione al giocatore.
Se il movimento della leva di comando/pulsante azione sarà eseguito con il giusto tempismo il filmato proseguirà, altrimenti verrà visualizzata una scena di morte.
È possibile la modalità a due giocatori solo se viene utilizzato il control panel dedicato avente due pulsanti di start e selezionata nel On Screen dip switch da service mode.
il gioco una volta terminato prosegue tornando allo stage#0 ma continuando la conta dei livelli.

## Sviluppo
Il gioco, la cui animazione fu realizzata dalla Bruce B' Company, venne presentato nel 1984 a Las Vegas dalla ESP, la filiale americana della Funai, che vendette negli USA alla Bally-Midway circa 1.500 coin-op di Interstellar.
In italia il gioco fu presente alla fiera campionaria di Milano (grande Fiera d'Aprile) nell'aprile 1985 al padiglione 33 dedicato al divertimento elettronico.
Koshiro Hashimoto san, facente parte dello staff del progetto Interstellar, ipotizza che Esh's Aurunmilla non fu un prodotto completamente autorizzato da Funai. Lo testimonierebbero i differenti loghi del marchio Funai nella schermata introduttiva dei due titoli.
Esh's Aurunmilla è uno dei più rari videogiochi arcade registrati su V.A.P.S., la Video arcade game preservation society, che raccoglie informazioni sui collezionisti mondiali di macchine da gioco arcade, e dettagli sulla loro collezione. Al 2023 sono registrate su V.A.P.S. due macchine arcade originali..

## Contenuto del kit
Il kit comprende:
- Videodisco di marca Pioneer contenente il filmato in audio inglese/giapponese sui due lati, ma esistente anche in versione con solo audio in lingua giapponese.
- Main pcb scheda madre contenente le rom del gioco.
- Control panel di colore blue raffigurante Don Davis in alcune pose; molti operatori però erano soliti sostituirlo preferendo utilizzare quello già esistente sul cabinato ospitante di Interstellar, cambiando solo lo stick di comando da cloche-stick a leva normale causando però l'impossibilità di effettuare una partita in 'doppio' (a turni) mancando il doppio pulsante di selezione del numero di giocatori configurabile dall'On-Screen Display menu del Test Mode.
- Bezel raffigurante alcune immagini tratte dal gioco, come il livello 001 e 009 (Don Davis appeso a un missile, i teschi alati e la scena dei piranha nel deserto), istruzioni sul gioco, punteggio e volti dei personaggi principali coi loro nomi.
- Marquee raffigurante Don Davis contro i nemici della piattaforma del livello 002 ed Orishala

Il kit di trasformazione necessitava della scheda audio e della scheda video (Super Impose) originali di Interstellar, così come dello stesso laser disc player Pioneer ldv-1000/1 ed il cablaggio.

## Conversioni
Esh's Aurunmilla fu convertito solo per il sistema home computer a laserdisc MSX Palcom.
Esso differisce nel gameplay dalla versione arcade, vi sono mosse diagonali da eseguire e le scene di morte vengono mostrate in maniera diversa con caricamenti più lenti dovuti ai limiti hardware; per ingannare la cosa vi si interpone una immagine di computer grafica facendone risentire l'azione complessiva di gioco. Il doppiaggio audio della versione MSX Palcom è in sola lingua giapponese, inoltre il laser disc della versione arcade e della versione MSX Palcom non sono compatibili tra loro.